# District de Xinyi

Localisation du district de Xinyi

Le district de Xinyi (chinois traditionnel : 信義區; ; pinyin : Xìnyì Qū ; Wade : Hsin-Yi Chü) est l'un des douze districts de Taipei. On y trouve le Gouvernorat de Taïpei (Taipei City Government) ainsi que le Conseil de Taïpei (Taipei City Concil). Le district comprend également la Taipei 101, le Taipei International Convention Center, le Taipei World Trade Center, le Mémorial de Sun Yat-sen ainsi que de nombreux centres commerciaux et lieux de divertissements, en faisant le plus cosmopolitain des districts de Taïpei. Xinyi est également le district financier de Taïpei. 

## Histoire et géographie
Sous l'occupation japonaise (1895-1945), le village de Matsuyama (japonais: 松山庄) couvraient les actuels districts de Xinyi et Songshan. Le village a été nommé d'après la ville de Matsuyama au Japon et faisait partie du district de Shichisei, préfecture de Taihoku. Matsuyama a été incorporé dans la ville de Taihoku (aujourd'hui Taïpei) en 1938, et prend le nom de district de Songshan en 1945.
En 1990, le district de Songshan est séparé en deux lors d'une réorganisation administrative. La partie sud prend le nom de district de Xinyi quand le nord garde son nom d'origine. La frontière actuelle de Xinyi se situe autour du Civic Boulevard. Xinyi est séparé du district de Nangang à l'est par Fude Street ; au sud, ce sont les montagnes Baozijiang et Poneikeng qui forment la limite avec le district de Wenshan ; à l'ouest, le tunnel Zhuangjing, Keelung Road et Guangfu Road sont la frontière avec le district de Da'an. Le développement de cette aire urbaine dans les années 90 a fait de Xinyi un quartier commercial moderne ayant, en 2010, les valeurs immobilières les plus élevées de Taïwan. 

## Institutions gouvernementales
- Gouvernorat de Taïpei
- Conseil de Taïpei
- Conseil des anciens combattants
- Commission de l'urbanisme

## Institutions
- Australian Office in Taipei
- British Office Taipei
- Canadian Trade Office in Taipei
- German Institute Taipei
- India-Taipei Association
- Mexican Trade Services Documentation and Cultural Office
- Nigeria Trade Office in Taiwan, R.O.C.
- Hong Kong Economic, Trade and Cultural Office
- Macau Economic and Cultural Office

## Sites célèbres et lieux d'intérêt
- Taipei 101

Du haut de ses 509.2 mètres de hauteur, la Taipei 101 a été le plus haut bâtiment du monde entre 2004 et 2010 et est toujours le sixième plus haut bâtiment d'Asie et le neuvième plus élevé du monde (en novembre 2018). Les visiteurs peuvent accéder à l'observatoire du 89ème étage grâce au second plus rapide ascenseur du monde (63 km/h). De plus, le centre commercial situé à sa base, le Taipei 101 Mall, regroupe un large nombre de célèbres marques de luxe.
- Taipei City Hall

L'Hôtel de ville de Taïpei (Taipei City Hall) se situe sur City Hall Road. La place devant l'hôtel de ville, Citizen's Square (市民廣場), est souvent utilisée lors de concerts comme pour les célébrations du Nouvel an.
- Eslite Bookstore

Eslite Bookstore a ouvert son magasin amiral dans le quartier en 2006. A travers sept étages, cette librairie est la plus grande de Taïwan. On y trouve une grande variété de magazines, notamment étrangers, un étage consacré à la littérature jeunesse, une librairie japonaise... 
- Martial Law Era Victims of Political Violence Memorial Park

Ce mémorial rendant hommage aux victimes de la "Terreur blanche" se trouve sur le versant d'une colline surplombant l'actuel quartier commerçant autour de la Taipei 101.
- Village du sud du quatre-quatre

Un ancien village de garnison

## Transports
Le district de Xinyi District est desservi par la ligne Nangang du métro de Taïpei au nord, la ligne Wenshan au sud et la ligne Xinyi aux stations Taipei 101/World Trade Center et Elephant Mountain.